# Anstalten Åby
Anstalten Åby är en öppen anstalt belägen i Funbo, c:a tio km sydost om Uppsala, strax intill Ungdomsanstalten Bärby. 

## Historik

### 1950-talet – 2013
Anstalten fungerade under 1950-talet som utslussannex till Långholmen. Har därefter haft varierande verksamhetsinriktning, bland annat jord- och skogsbruk samt programverksamheten Rattfällan för rattfylleridömda. Innan boskapsskötseln till största delen avvecklades i svensk kriminalvård under 1990-talet hade Åby, näst efter Anstalten Svartsjö, det största beståndet kor. År 1996 flyttades den närbelägna anstalten Studiegårdens verksamhet till Åby. Anstalten Åby stängdes 2013.

### 2013–2022
Efter fängelsetiden disponerades anläggningen av Migrationsverket som flyktingförläggning.

### 2023–ff
Under 2023 förberedde man anstalten och rekryterade nya medarbetare med syfte att återöppna den under hösten 2023. De intagna kommer att vara manliga fångar med låg återfallsrisk.